# Regressió vegetal
Regressió vegetal podria dir-se que és el procés en sentit contrari de la successió vegetal. Tanmateix, no és assimilable a una successió invertida. No es tracta d'un procés d'autoorganització amb regularitat detectable, en què uns estadis depenen d'uns altres, sinó d'una destrucció irregular i a l'atzar d'alguns elements de l'estructura de l'ecosistema.
Si la destrucció és local, existeixen en la perifèria de l'àrea tots els elements necessaris perquè, tan bon punt deixa d'afectar l'agent pertorbador, la successió es reiniciï amb sorprenent rapidesa. Això és el que hom anomena successió secundària, que es pot comparar amb el procés de cicatrització d'una ferida.

successió secundària a una pastura on predomina el gènere Imperata
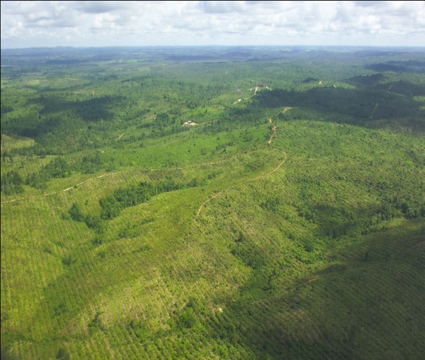
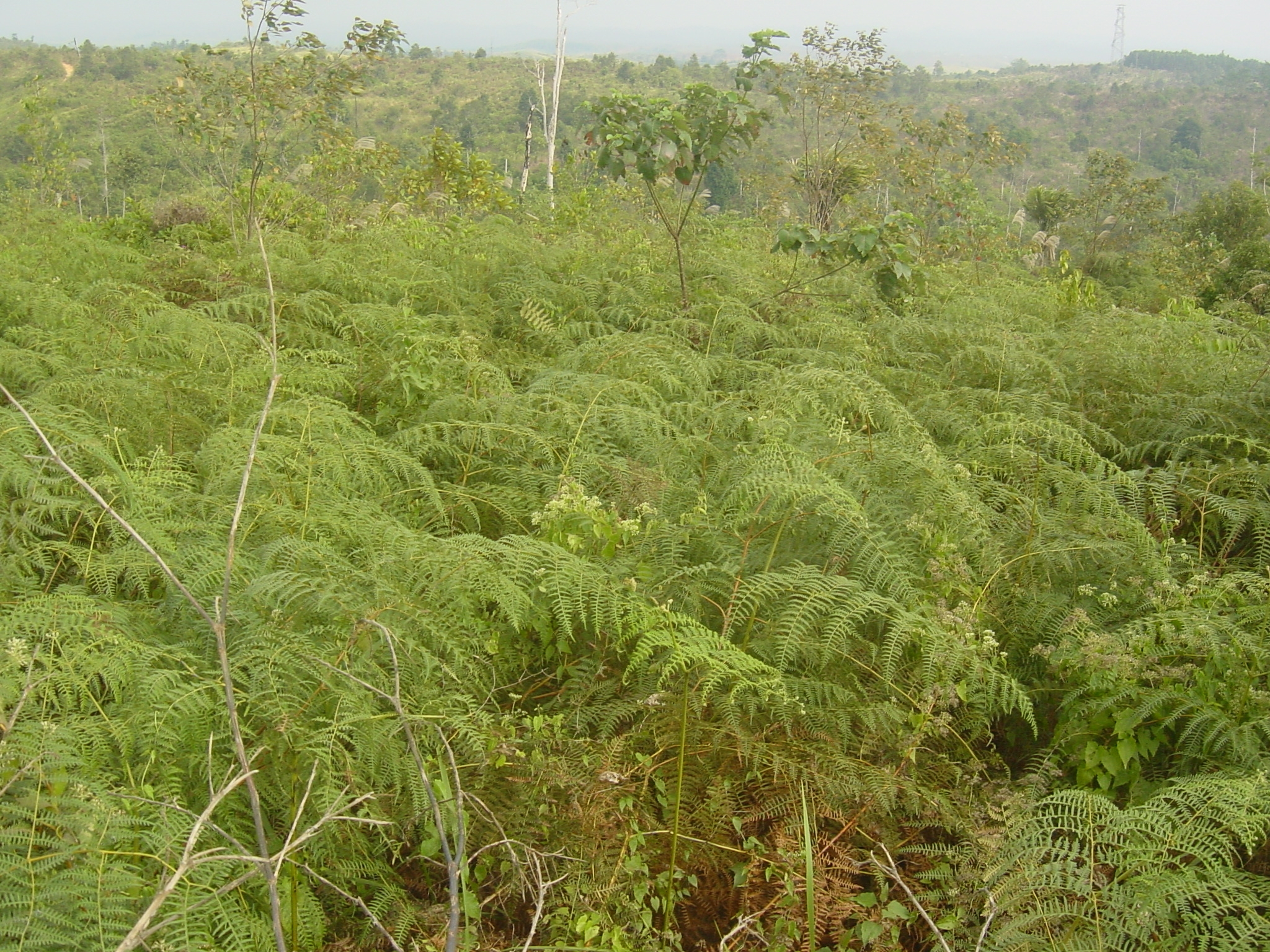
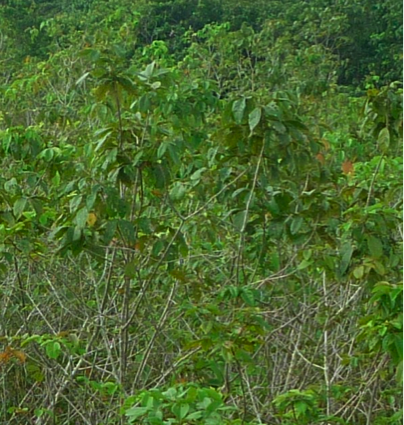

Quan la ferida és més gran i profunda, és a dir, quan l'ecosistema queda molt malmès i no té on acudir per a rebre un cop de mà, aleshores s'arriba a un punt on la recuperació és lenta i poc evident. Això és el que hom anomena successió primària.

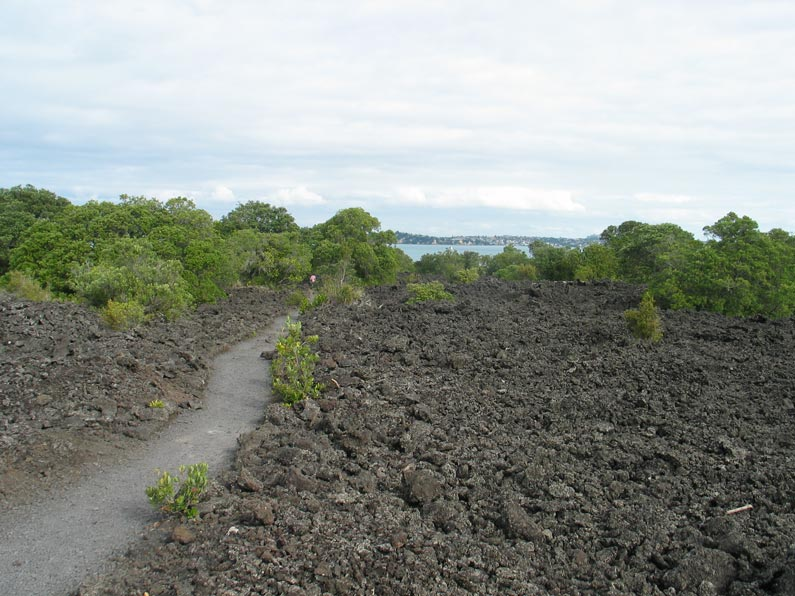
Successió primària a l'Illa Rangitoto.